# Blackbeard: Terror at Sea
La Légende de Barbe Noire ou la véritable histoire de Barbe-Noire le pirate (Blackbeard: Terror at Sea) est un téléfilm britannico-franco-allemand réalisé par Richard Dale et Tilman Remme, diffusé pour la première fois en 2006.

## Synopsis
L'histoire d'Edward Teach, pirate mieux connu sous le nom de Barbe-Noire.

## Fiche technique
- Titre : Blackbeard: Terror at Sea
- Réalisation : Richard Dale et Tilman Remme
- Scénario : Andrew Bampfield
- Musique : Ty Unwin
- Photographie : Paul Jenkins
- Pays d'origine : Royaume-Uni, France, Allemagne
- Format : Couleurs - 1,78:1
- Genre : Drame
- Durée : 120 minutes
- Date de première diffusion : 2006

## Distribution
- James Purefoy (VF : David Krüger) : Edward Teach / Barbe Noire
- Mark Noble : Israel Hands
- James Hillier (en) : M. Gibbons
- Jimmy Akingbola (en) : Black César (en)
- Robert Ricards : M. Howard
- James Marchant : Philip Morton
- Simon Kunz : le gouverneur Alexander Spotswood
- Rupert Wickham : le capitaine Brand
- Roger Barclay : le lieutenant Robert Maynard
- Peter Pacey : Charles Eden
- Brendan Hooper : Tobias Knight
- Michael Mueller : Edward Moseley (en)
- Manuel Cauchi : le capitaine Dosset
- Antonia Campbell : Louis Arot

 Source et légende : version française (VF) sur RS Doublage